# The Last Dangerous Visions
[Uppdatering behövs]
The Last Dangerous Visions är en planerad science fiction-novellantologi, redigerad av Harlan Ellison men aldrig utgiven. Antologin var tänkt som en uppföljare till Dangerous Visions (1967) och Again, Dangerous Visions (1972), och har blivit smått legendarisk för att aldrig ges ut. Ellison sade så sent som 2007 sagt att han fortfarande ville få ut antologin. Branschtidskriften Locus skrev i april 1979 att antologin var tänkt att ges ut i tre volymer, innehållande sammanlagt 113 bidrag. Christopher Priest kritiserade Ellisons hantering av projektet i den omdiskuterade berättelsen "The Last Deadloss Project", ursprungligen publicerad som ett fanzin 1987.